# Pakistán en los Juegos Paralímpicos de Tokio 2020
Pakistán estuvo representado en los Juegos Paralímpicos de Tokio 2020 por dos deportistas, un hombre y una mujer.

## Medallistas
El equipo paralímpico pakistaní obtuvo las siguientes medallas:
| Nombre     | Deporte   | Evento              |
| ---------- | --------- | ------------------- |
| Oro        |           |                     |
| Haider Ali | Atletismo | Disco T37 masculino |
| Plata      |           |                     |
| —          |           |                     |
| Bronce     |           |                     |
| —          |           |                     |